# Hvidkindet turako
Hvidkindet turako (latin: Tauraco leucotis) er en turakoart. Den hvidkindede turako er hjemmehørende i Sudan, Sydsudan, Etiopien og Eritrea, hvor den lever i taks- og enebærkrat i højlandet. IUCN kategoriserer arten som ikke truet.

## Eksterne hewnvisninger
- Wikimedia Commons har flere filer relateret til Hvidkindet turako

- Taksonomi fra Wikispecies

| Fugl | Spire Denne artikel om fugle er en spire som bør udbygges. Du er velkommen til at hjælpe Wikipedia ved at udvide den. |